# Theronia flavistigma
Theronia flavistigma är en stekelart som beskrevs av Morley 1914. Theronia flavistigma ingår i släktet Theronia och familjen brokparasitsteklar. Utöver nominatformen finns också underarten T. f. nigriabdominalis.